# Муронико (Комо)
Муронико је насеље у Италији у округу Комо, региону Ломбардија.
Према процени из 2011. у насељу је живело 186 становника. Насеље се налази на надморској висини од 373 м.